# Municipio de Mayfield (condado de Lapeer)
El municipio de Mayfield (en inglés: Mayfield Township) es un municipio ubicado en el condado de Lapeer en el estado estadounidense de Míchigan. En el año 2010 tenía una población de 7955 habitantes y una densidad poblacional de 88,4 personas por km².

## Geografía
El municipio de Mayfield se encuentra ubicado en las coordenadas 43°6′18″N 83°17′20″O / 43.10500, -83.28889. Según la Oficina del Censo de los Estados Unidos, el municipio tiene una superficie total de 89.99 km², de la cual 85.77 km² corresponden a tierra firme y (4.68%) 4.21 km² es agua.

## Demografía
Según el censo de 2010, había 7955 personas residiendo en el municipio de Mayfield. La densidad de población era de 88,4 hab./km². De los 7955 habitantes, el municipio de Mayfield estaba compuesto por el 97.37% blancos, el 0.3% eran afroamericanos, el 0.6% eran amerindios, el 0.18% eran asiáticos, el 0.03% eran isleños del Pacífico, el 0.36% eran de otras razas y el 1.16% pertenecían a dos o más razas. Del total de la población el 2.74% eran hispanos o latinos de cualquier raza.